# Petrétei József
Petrétei József (Pécs, 1958. október 10. –) alkotmányjogász, egyetemi tanár, 2004 és 2006 között igazságügy-miniszter, 2006-2007-ben igazságügyi és rendészeti miniszter.

## Tanulmányai
A Radnóti Miklós Közgazdasági Szakközépiskolában Pécsett (1973-1977) tanult. 1978-ban vették fel a Pécsi Tudományegyetem Jogtudományi Karára, ahol 1983-ban szerzett jogi doktorátust. 1984 és 1987 között tudományos szocializmust hallgatott az Eötvös Loránd Tudományegyetem Bölcsészettudományi Karon. Posztgraduális képzésen vett részt a németországi Trieri Egyetemen. 1996-ban az Eötvös Loránd Tudományegyetem Állam- és Jogtudományi Kar Jogi Továbbképző Intézetében politológus diplomát szerzett. PhD-fokozatát a Pécsi Tudományegyetemen szerezte 1998-ban.

## Tudományos pályafutása
Jogi diplomájának megszerzése után a Pécsi Tudományegyetem tudományos szocializmus tanszékén kezdett el dolgozni, majd 1988-ban az alkotmányjogi tanszékén adjunktusa, majd később docense lett, 1998-ban tanszékvezetői megbízást kapott. 2002-ben a kar dékánjává választották.
2007-ben a kolozsvári egyetem díszdoktora lett. Ugyanebben az évben, mikor közéleti pályafutása véget ért, visszatért a kar alkotmányjogi tanszékére. 2008-ban habilitált. 2009-ben a Magyar Köztársaság elnöke egyetemi tanárrá avatta.
Kutatási területe az alkotmányelméleti és államszervezeti kérdések, a törvényhozástan és összehasonlító alkotmányjog. 2012-től a Kodifikáció c. elektronikus szakmai folyóirat szerkesztőbizottságának tagja.

## Közéleti pályafutása
2004-ben, Gyurcsány Ferenc első kormányának igazságügyi minisztere lett, majd 2007. május 31-éig a második Gyurcsány-kormány igazságügyi és rendészeti minisztereként tevékenykedett. Második minisztersége során kétszer mondott le. Először 2006 szeptemberében az őszi utcai zavargások és a Magyar Televízió Székháza elleni sikeres ostrom miatt, de azt Gyurcsány Ferenc miniszterelnök nem fogadta el. Második lemondását a 2007 során kirobbant több rendőrségi botrány, különösen az ún. „Zsanett-ügy” után nyújtotta be, melyet akkor elfogadtak. (Az ügyben később az érintett rendőröket felmentették.) Utódja Takács Albert, az állampolgári jogok országgyűlési biztosának addigi általános helyettese lett.
Minisztersége során indult be egy nagyszabású deregulációs folyamat és a Schengeni egyezményhez való csatlakozás. Nevéhez köthető továbbá egy új alkotmánytervezet kidolgozása (melyet nem sikerült elfogadtatni), illetve a pártfinanszírozási és a lobbitörvény.
2008-ban Kozármisleny város díszpolgárává avatták.
2009-ben a Magyar Közlöny szerkesztőbizottságának elnökévé nevezték ki, amelyet 2010-ig töltött be, a szerkesztőbizottság átszervezéséig. Utódja dr. Gál András Levente, a Közigazgatási és Igazságügyi Minisztérium közigazgatási államtitkára lett.

## Családja
Nős, három fia van. Felesége a Baranya Megyei Főügyészség helyettes vezetője.

## Megjelent művei
- Kormányzás és alaptörvény; Dialóg Campus, Bp., 2020
- A köztársasági elnöki intézmény a magyar alkotmányjogban, 1989–2014; Kodifikátor Alapítvány, Pécs, 2018
- Magyarország alkotmányjoga I. Alapvetés, alkotmányos intézmények. 2., javított és aktualizált kiadás. Pécs, 2016, Kodifikátor Alapítvány. ISBN 9789638991270
- Kocsis Miklós–Petrétei József–Tilk Péter: Alkotmánytani alapok; Kodifikátor Alapítvány, Pécs, 2015
- Petrétei József–Tilk Péter: Magyarország alkotmányjogának alapjai; Kodifikátor Alapítvány, Pécs, 2014
- Magyarország alkotmányjoga II.: Államszervezet. 2., javított és aktualizált kiadás. Pécs, 2014, Kodifikátor Alapítvány. ISBN 9789638991249
- Petrétei József et al.: Magyar alkotmányjog III. ISBN 9639542350
- Tanulmányok Ádám Antal professor emeritus születésének 80. évfordulójára; szerk. Chronowski Nóra, Petrétei József; PTE ÁJK, Pécs, 2010 (Studia iuridica auctoritate Universitatis Pécs publicata)
- Az alkotmányos demokrácia alapintézményei; Dialóg Campus, 2009. ISBN 9789639542495
- Petrétei József et al.: Jogalkotástan. 2004, Dialóg Campus. ISBN 9639542377
- Emlékkönyv Bihari Ottó egyetemi tanár születésének 80. évfordulójára; szerk. Petrétei József; PTE ÁJK–MTA RKK Dunántúli Tudományos Intézet, Pécs, 2001 (Studia iuridica auctoritate Universitatis Pécs publicata)
- Ádám Antal–Petrétei József–Tilk Péter: Közjogtan. Jegyzet a jogi asszisztensképzés számára; Pécsi Tudományegyetem Állam- és Jogtudományi Kar, Pécs, 2001
- Petrétei József–Tilk Péter: Alkotmányjogi alapismeretek; 2. átdolg. kiad.; PTE ÁJK, Pécs, 2001
- Emlékkönyv Ádám Antal egyetemi tanár születésének 70. évfordulójára; szerk. Petrétei József; Dialóg Campus, Bp.–Pécs, 2000 (Studia iuridica auctoritate Universitatis Pécs publicata)
- Magyar alkotmányjog, 1-3.; Dialóg Campus, Bp.–Pécs, 2000-2006 (Institutiones juris)
- A törvényhozás elmélete és gyakorlata a parlamentáris demokráciában; Osiris, Bp., 1998 (Doktori mestermunkák)
- Alkotmányjogi jogesetek. Oktatási segédanyag; szerk. Petrétei József; JPTE, Pécs, 1997
- Kiss László–Petrétei József: A törvényhozástan alapvonásai; JPTE, Pécs, 1996